# Swan Hunter

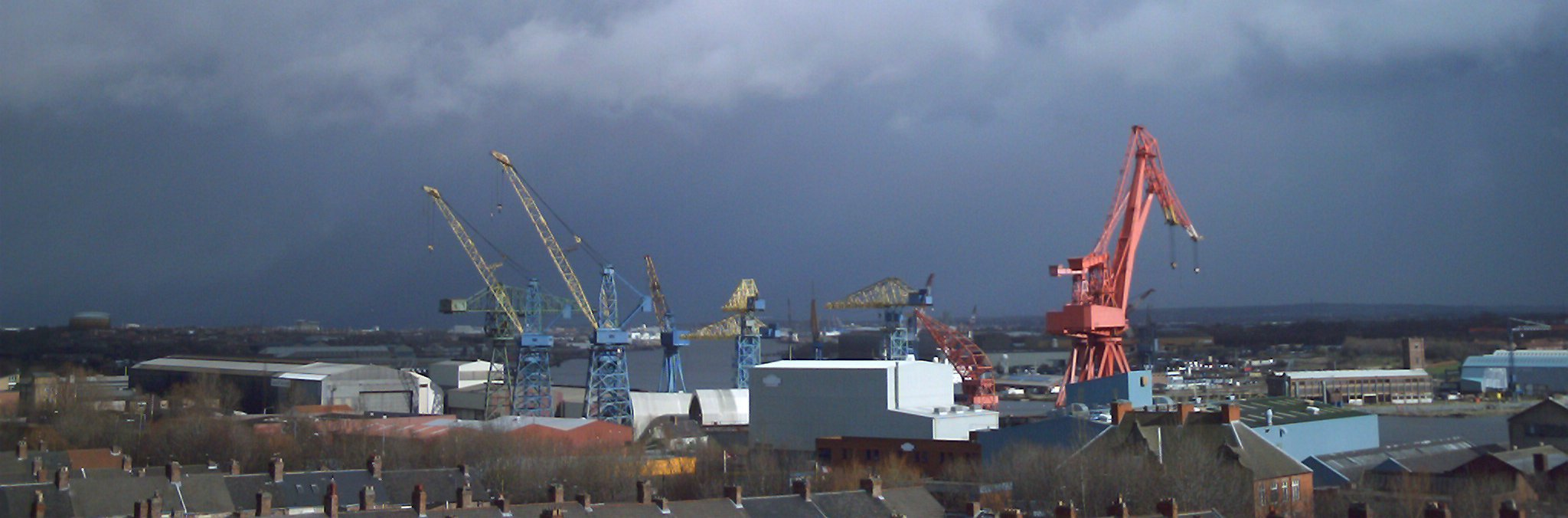
Вигляд на виробничі комплекси верфі компанії Свон Гантер у Волсенді після їх закриття. 2007

Свон Гантер (англ. Swan Hunter, раніше знана як Свон Гантер та Віґгем Річардсон (англ. Swan Hunter & Wigham Richardson) — британська суднобудівна компанія, яка розташовується у Волсенді, Тайн-енд-Вір. Компанія Swan Hunter була однією з найвідоміших суднобудівних компаній світу, однак з 2006 року будівництво нових суден та кораблів було припинене, і керівництво підприємством зосередилося на інженерних розробках та проєктуванні морських суден. Штаб-квартира компанії знаходиться у місті Волсенд, Тайн-енд-Вір.
Серед найвідоміших зразків її продукції авіаносці HMS «Арк Роял» та HMS «Ілластріас», лінійний корабель HMS «Енсон», крейсера HMS «Единбург» і HMS «Маурітус» та інші військові кораблі та торговельні судна.